# Parastatia parnassia
Parastatia parnassia là một loài bướm đêm thuộc phân họ Arctiinae, họ Erebidae.